# Johnny McKinstry
Jonathan „Johnny” McKinstry (ur. 16 lipca 1985 w Lisburn) – północnoirlandzki trener piłkarski.

## Kariera
Jonathan McKinstry nigdy nie był zawodowym piłkarzem. Jako junior grał w klubach z Lisburn i okolic, ale nigdy nie przeszedł na zawodowstwo.
Pierwszą licencję trenerską Jonathan McKinstry uzyskał mając 16 lat. Jako trener młodzieży pracował w akademiach Lisburn Distillery F.C. (Irlandia Północna), Felling Magpies FC (Anglia), Newcastle United F.C. (Anglia), Right to Dream Football Academy (Ghana), Northumbria University (Anglia) i New York Red Bulls (Stany Zjednoczone). Od grudnia 2007 do marca 2008 był szkoleniowcem piątoligowego Lurgan FC (Irlandia Północna). Od początku 2010 do końca 2014 roku był dyrektorem, a następnie menedżerem w akademii piłkarskiej założonej przez fundację Craiga Bellamy’ego we Freetown w Sierra Leone.
W kwietniu 2013 McKinstry został tymczasowym, a następnie stałym trenerem reprezentacji Sierra Leone. W wieku 27 lat był wówczas najmłodszym selekcjonerem drużyny narodowej na świecie. Z reprezentacją Sierra Leone awansował na 50. miejsce w rankingu FIFA, najwyższe w historii. We wrześniu 2014 McKinstry został zwolniony.
W marcu 2015 został selekcjonerem reprezentacji Rwandy znów będąc najmłodszym szkoleniowcem drużyny narodowej na świecie (miał wówczas 29 lat). Drużynę „Ważek” doprowadził do finału Pucharu CECAFA 2015. Wybrany został najlepszym trenerem turnieju. W 2016 roku awansował z Rwandyjczykami do ćwierćfinału Mistrzostw Narodów Afryki. Reprezentacja Rwandy wyszła z grupy tego turnieju po raz pierwszy w historii. 19 sierpnia 2016 McKinstry został zwolniony.

### Statystyki
| Reprezentacja | Od               | Do               | Wyniki | Wyniki | Wyniki | Wyniki | Wyniki      |
| Reprezentacja | Od               | Do               | M      | Z      | R      | P      | % zwycięstw |
| ------------- | ---------------- | ---------------- | ------ | ------ | ------ | ------ | ----------- |
| Sierra Leone  | 11 kwietnia 2013 | 17 września 2014 | 8      | 3      | 2      | 3      | 37,5        |
| Rwanda        | 20 marca 2015    | 19 sierpnia 2016 | 25     | 11     | 2      | 12     | 44          |